# Kleine klapekster
De kleine klapekster (Lanius minor) is een zangvogel uit de familie klauwieren (Laniidae).

## Kenmerken
De kleine klapekster wordt ongeveer 19 tot 20 cm lang.

## Verspreiding
Deze soort komt voor van het Iberisch Schiereiland tot Siberië en centraal Azië en overwintert in zuidelijk Afrika.

### Voorkomen in Nederland
In Nederland is de kleine klapekster een dwaalgast met in totaal 62 bevestigde waarnemingen tot 2021.

## Status
De grootte van de populatie is in 2015 geschat op 1,2-3,3 miljoen volwassen vogels. Op de Rode lijst van de IUCN heeft deze soort de status niet bedreigd.

## Afbeeldingen

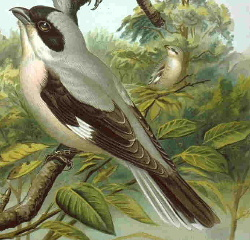
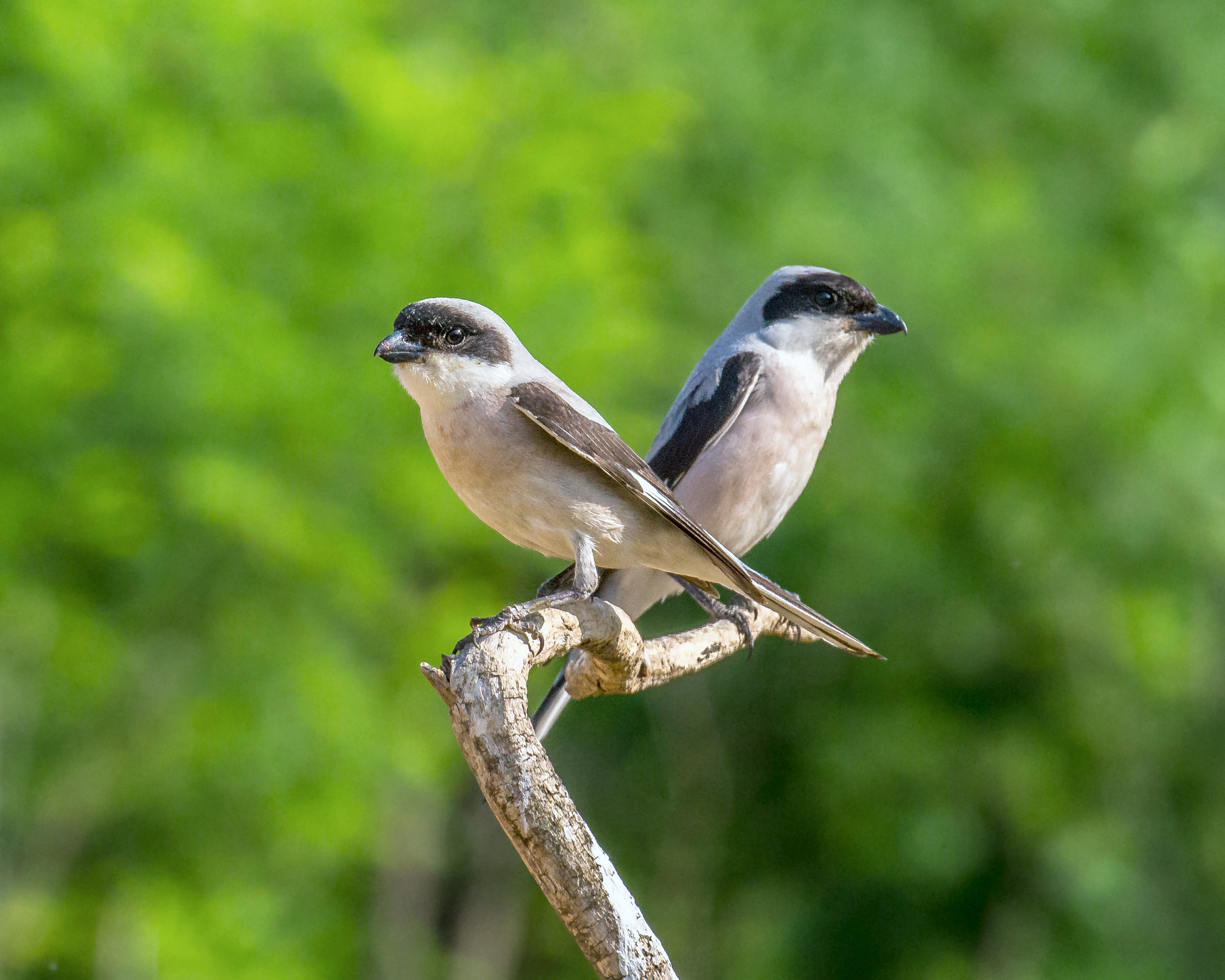
Een paartje kleine klapeksters